# Galleria Subalpina
La Galleria dell'Industria Subalpina (nota più semplicemente come Galleria Subalpina) è un edificio storico di Torino che ospita numerosi locali commerciali. È ubicata nell'area compresa tra piazza Castello e piazza Carlo Alberto ed è una delle tre storiche gallerie commerciali torinesi.

## Storia
La struttura rappresenta il tipico modello ottocentesco di area commerciale urbana ispirata ai tipici passages parigini e destinata allo svago borghese.
Essa fu la seconda galleria commerciale di Torino, prima della Galleria Nazionale (1889-1936) e della Galleria Umberto I (1890). Sorse dopo la Galleria Natta, inaugurata nel 1858 e demolita nel 1931, nell'ambito del rifacimento di via Roma.
Progettata da Pietro Carrera nel 1873, i lavori furono avviati il 25 giugno dello stesso anno e la galleria fu inaugurata il 30 dicembre 1874. Deve il suo nome alla Banca dell'Industria Subalpina, che si assunse l'onere della costruzione.
Il suo interno ospitò sin dall'inizio alcuni locali divenuti storici come il celebre caffè Caffè Baratti & Milano e, dal 1897, il Caffè Concerto Romano, locale abitualmente frequentato dallo scrittore Edmondo De Amicis (poi divenuto cinema Nuovo Romano), una libreria antiquaria, una galleria d'arte, un negozio di arredi e un paio di rinomati ristoranti.
In parte danneggiata dai bombardamenti della seconda guerra mondiale, la galleria è stata ricostruita fedelmente sui disegni originali ed in tempi più recenti l'area centrale è stata interamente occupata dalla grande aiuola, secondo il progetto iniziale del Carrera.

## Descrizione
La galleria, progettata da Pietro Carrera, è collocata tra piazza Castello e piazza Carlo Alberto ed è caratterizzata da un ampio e luminoso salone lungo cinquanta metri, largo quattordici arricchito da un notevole apparato decorativo eclettico che fonde elementi in stile rinascimentale e barocco, opera dello scultore Edoardo Rubino. L'altezza di circa diciotto metri è stemperata da una balconata che percorre tutto il suo perimetro.
 La volta rappresenta un vero e proprio tributo alla modernità del tempo, con un largo utilizzo di vetro e ferro battuto, come testimoniano gli elementi strutturali riccamente decorati ad opera dei fratelli Loro e del Piattini.

## Proprietà

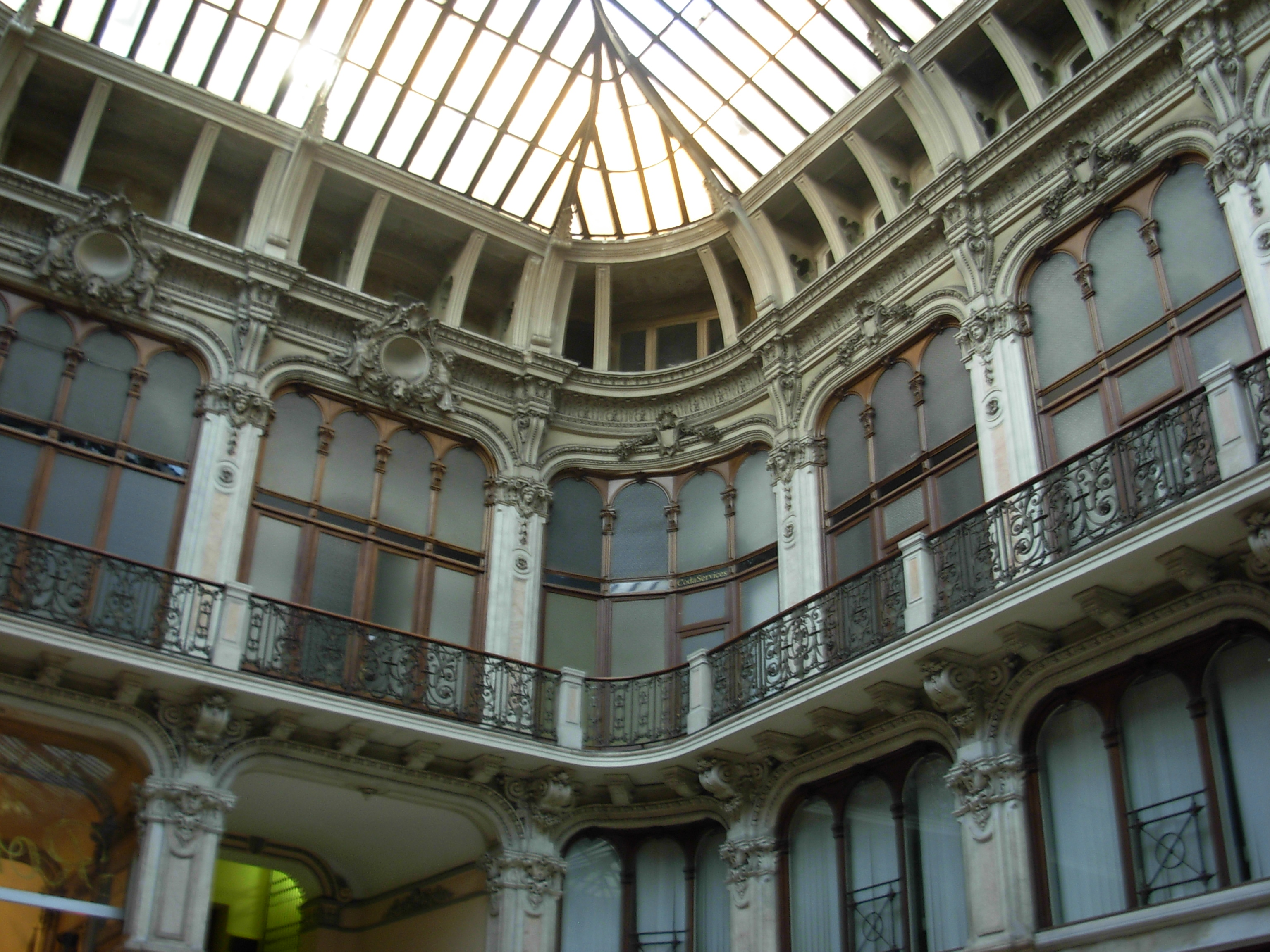
Un dettaglio della balconata e della vetrata di copertura sopra il Cinema Nuovo Romano

Dalla Banca dell'Industria Subalpina, che la costruì, la Galleria viene acquistata da Reale Compagnia Italiana (RCI), storica società milanese nata nel 1862 come “assicurazione sulla vita dell’uomo” per “volontà di un gruppo di poche famiglie amiche”, poi trasformata in società immobiliare a inizio ‘900, con 331 azionisti  (tra cui l'ingegnere Achille Balossi Restelli, presidente del cda)  e un portafoglio immobiliare composto da 13 asset a Milano situati nelle principali vie del centro, tra cui via Montenapoleone 8 (che ospita importanti marchi del lusso tra cui LVMH, Kering e Prada, oltre alla storica pasticceria Cova), via Verdi, corso Magenta, via Vincenzo Monti, Piazza della Repubblica (dove è ospitato un hotel a 5 stelle), via Solferino e, appunto, la Galleria Subalpina a Torino .
Nel 2021, il gruppo Blackstone rileva la Galleria e gli asset milanesi, all'interno di una operazione da 1,3 miliardi di euro totali. Viene promossa un’importante opera di restyling, conclusa alla fine di dicembre 2024, che ha riguardato, fra l’altro, il restauro delle parti in marmo e dei bassorilievi, delle aree verdi, di panchine e dehors, nonché il rifacimento del sistema di illuminazione .
Nel dicembre 2024 il gruppo immobiliare Crea.Re Group, orchestrando un club deal di quattro investitori locali torinesi, acquista per 40 milioni di euro i 14mila mq della Galleria .
Nel febbraio 2025 l'imprenditore di Alba ed ex sindaco di Bonvicino e Bossolasco , Alessandro Ferrero, insieme alle figlie Liliana e Laura, acquista da Crea.Re negozi e uffici della Galleria (4mila mq), mentre la parte residenziale è acquistata dall’impresa di costruzioni Fiammengo Federico srl. Un regolamento comunale datato 1887 la definisce uno spazio privato, con transito aperto al pubblico dalle 9 alle 22, e grazie a questo potrà essere utilizzato dai nuovi proprietari per eventi serali privati .

## Nella cultura di massa
All'interno della Galleria Subalpina sono state girate alcune scene dei film:
- Quattro mosche di velluto grigio di Dario Argento
- Un colpo all'italiana di Peter Collinson
- La donna della domenica di Luigi Comencini.[12]

## Galleria d'immagini

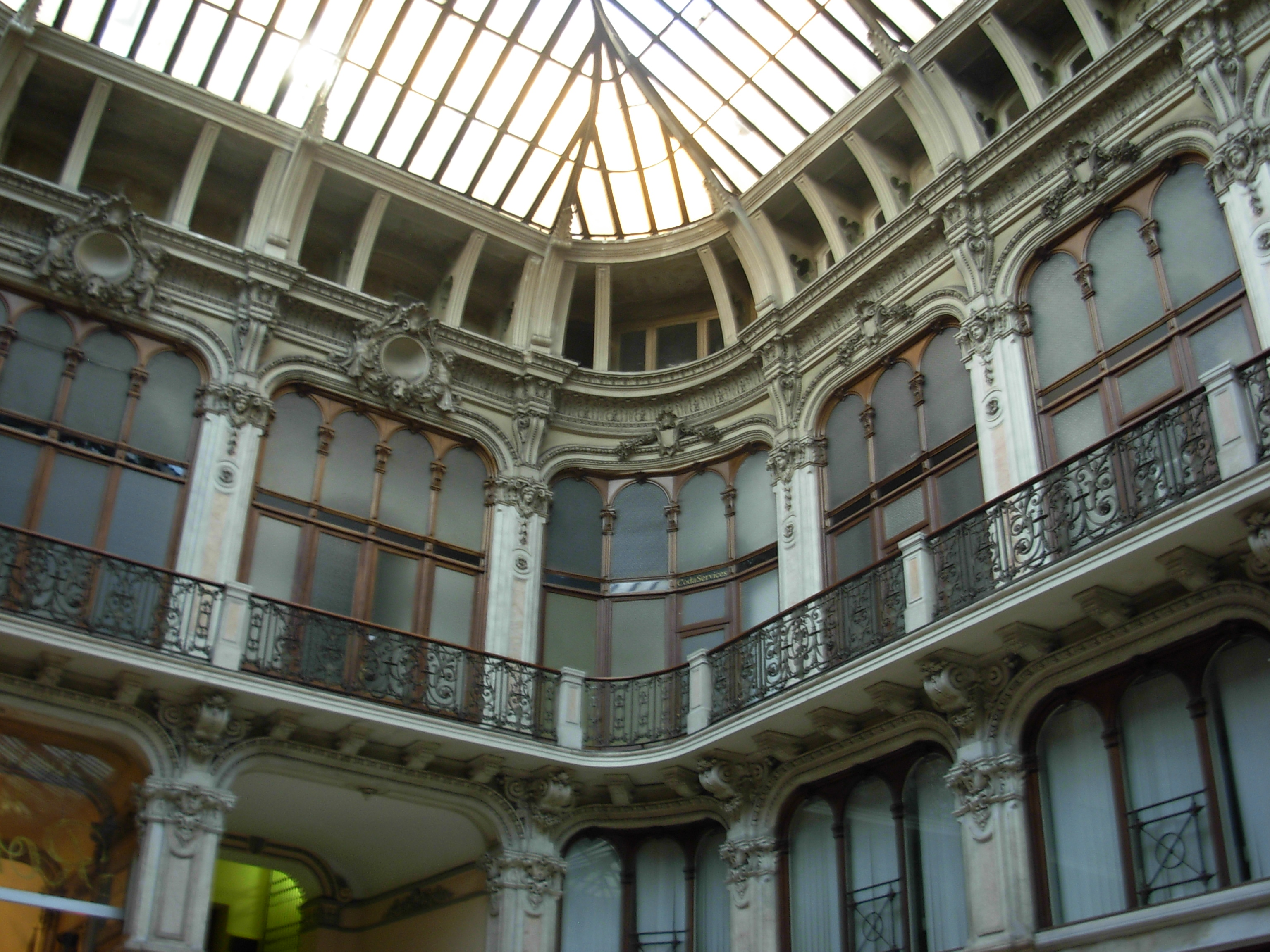
Un dettaglio della balconata e della vetrata di copertura sopra il Cinema Nuovo Romano
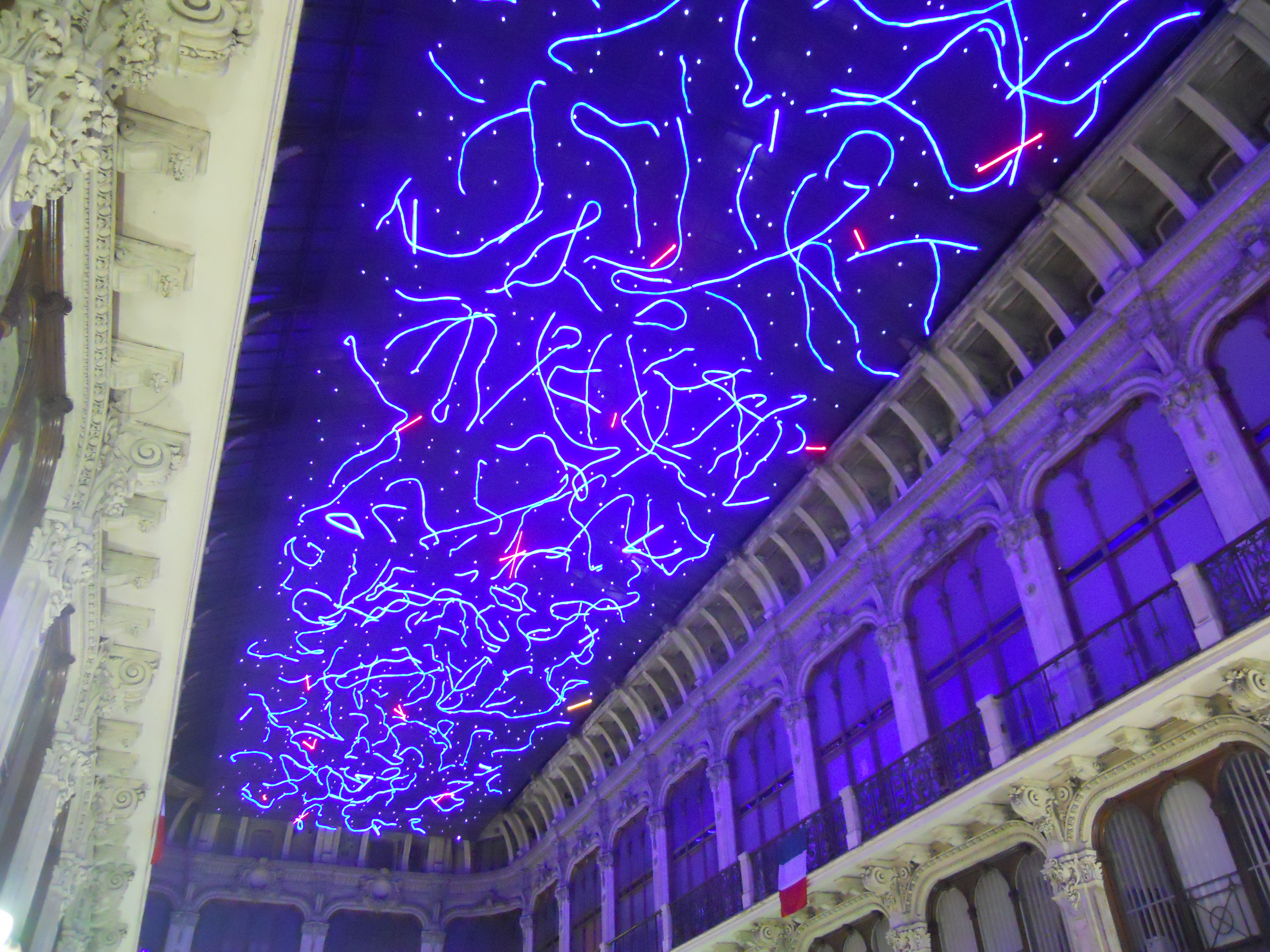
Luci d'Inverno 2011 all'interno della Galleria Subalpina
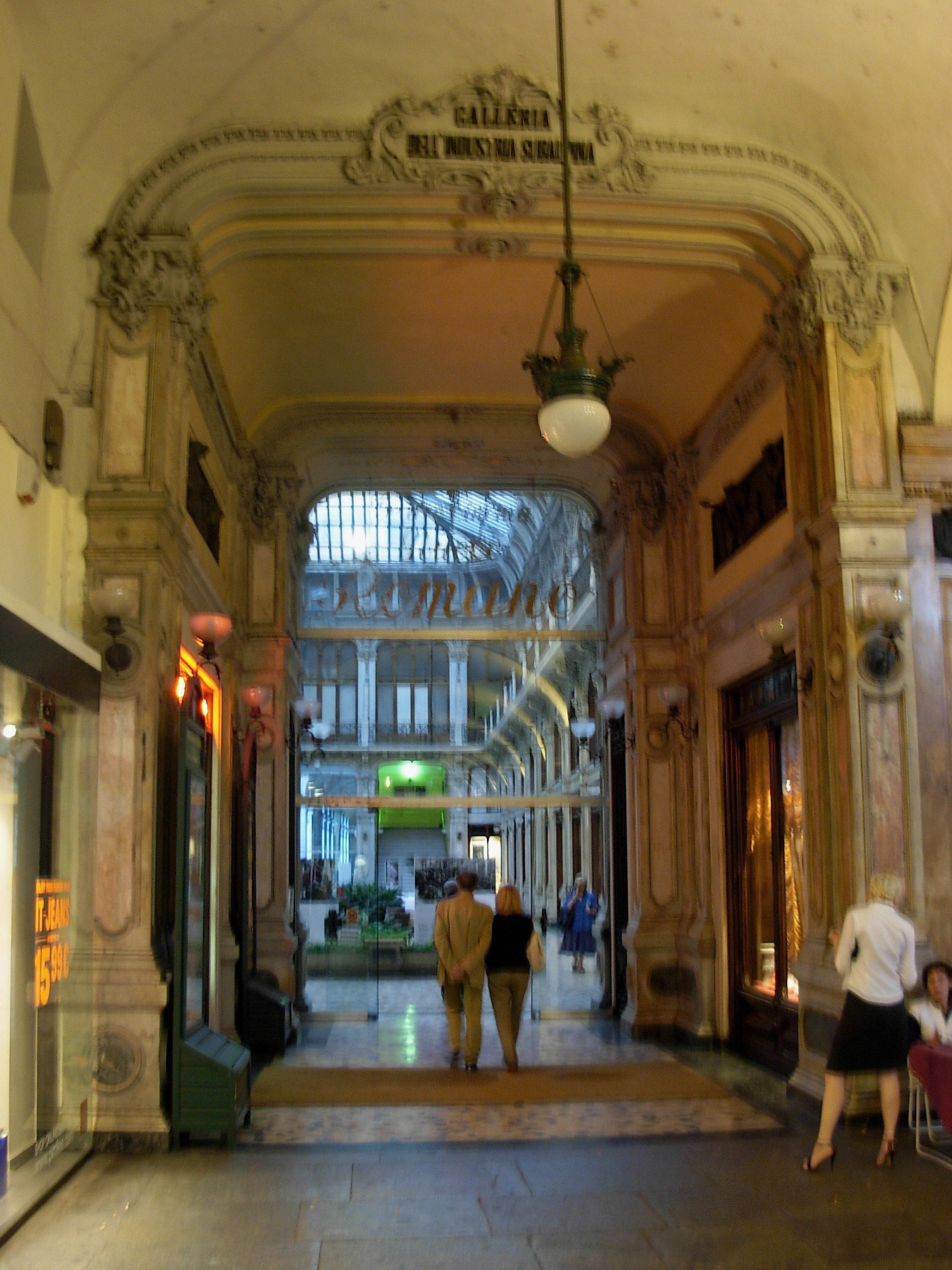
L'ingresso principale della Galleria Subalpina dai portici di piazza Castello
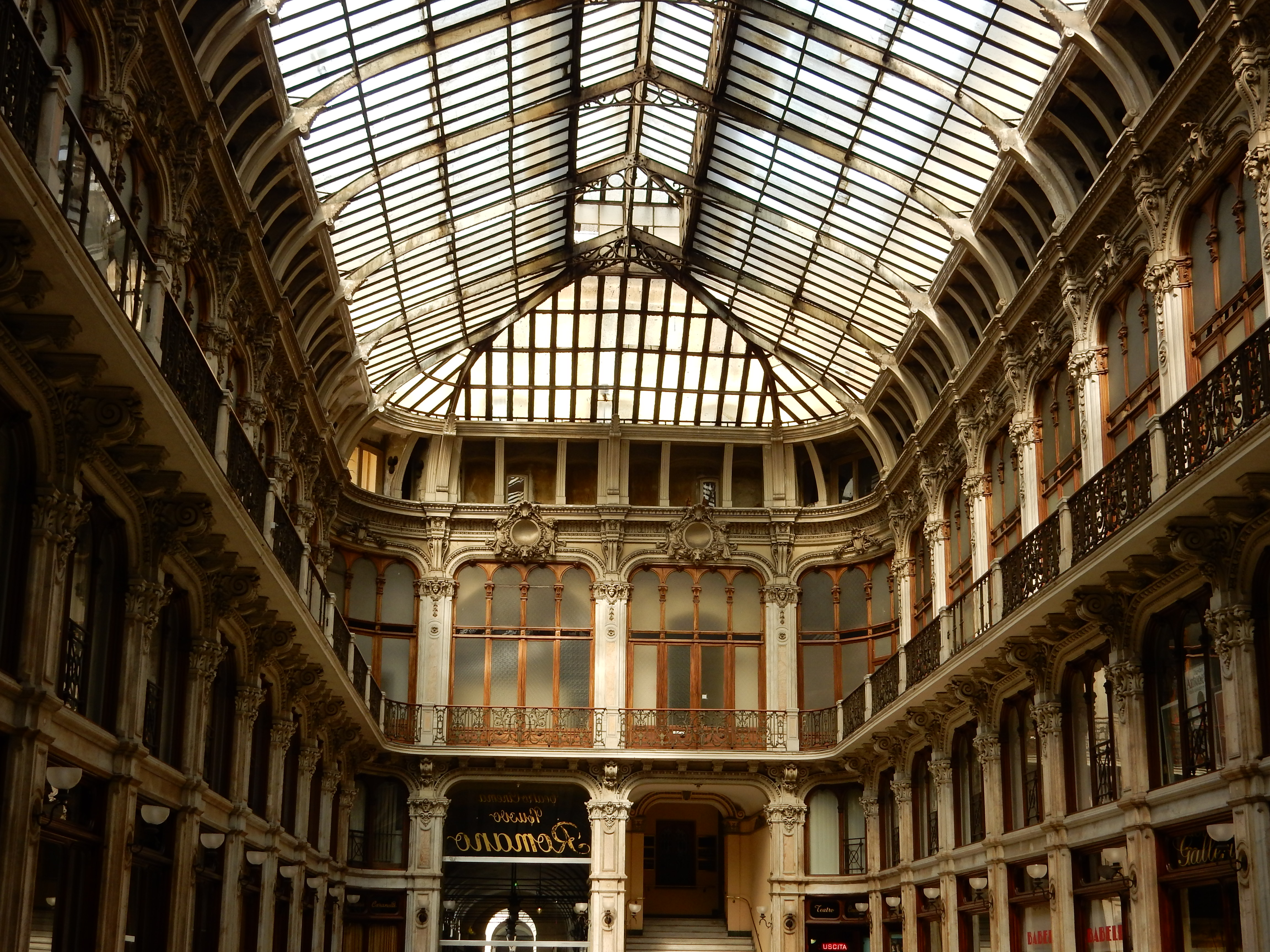
Tetto vetrato e balconata Galleria Subalpina
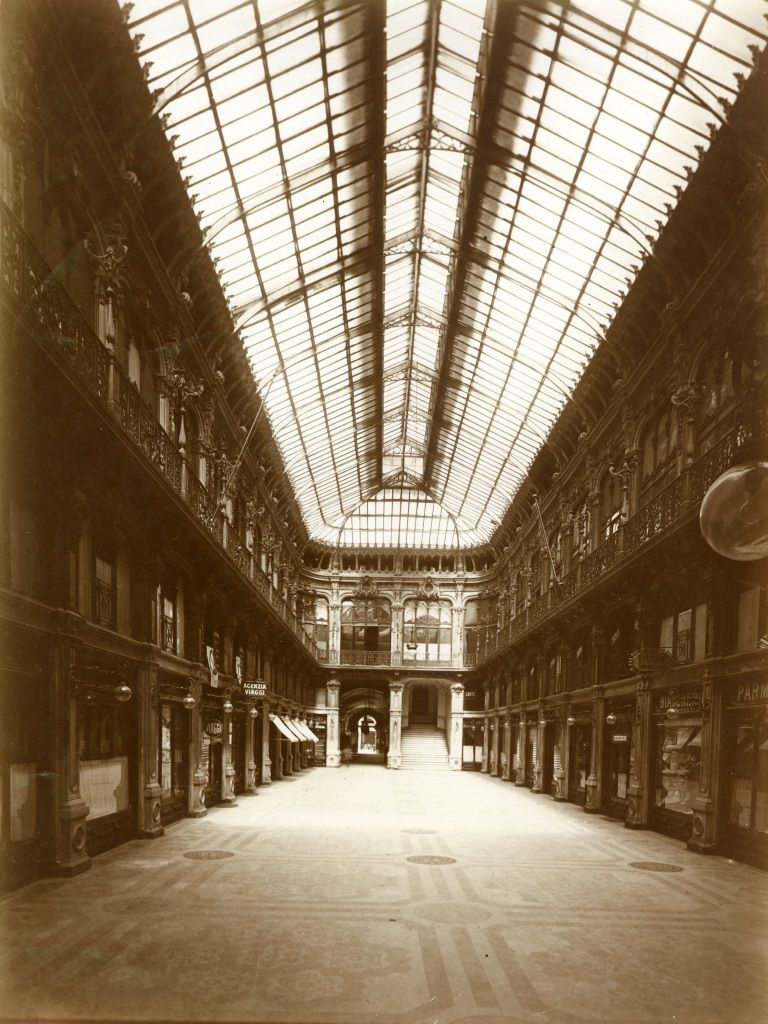
Foto di Mario Gabinio, 1926, stampa al citrato indurita all'allume